# Tschingelhorn
De Tschingelhorn is een, in vergelijking met de Eiger, Mönch en Jungfrau, relatief onbekende berg in de Berner Alpen in Zwitserland op de grens van de kantons Bern en Wallis. Desalniettemin maakt de berg deel uit van de regio Jungfrau-Aletsch, die op de Werelderfgoedlijst van de UNESCO staat.
De normaalroute naar de top is niet moeilijk, maar duurt wel twee dagen. De eerste dag gaat vanaf Stechelberg in het Lauterbrunnental via de Obersteinberg en de Tschingelfirn naar de Mutthornhütte. Op de tweede dag loopt de route verder over de gletsjer en gaat via een niet al te steil firncouloir en de westgraat naar de top. Ten westen van de Tschingelhorn ligt de Chly Tschingelhorn met een hoogte van 3495 m, die via een graatoverschrijding kan worden bereikt.
De eerste beklimming van de berg vond plaats op 6 september 1865, toen Heinrich Feuz, W. H. Hawker, Ulrich Lauener en Christian Lauener de top bereikten.